# رامون ألفاريز فالديز
رامون ألفاريز فالديز هو محامي وسياسي إسباني، ولد في 1866 في La Pola Siero ‏ في إسبانيا، وتوفي في 23 أغسطس 1936 في مدريد في إسبانيا. نشط حزبياً في حزب الإصلاح. وقد انتخب Member of the Cortes republicanas ‏ عن دائرة Oviedo ‏ خلال فترته النيابية ‏ (24 مارس 1936 – 2 فبراير 1939) وانتخب Member of the Cortes republicanas ‏ عن دائرة Oviedo ‏ لترشحه ضمن قائمة ، خلال فترته النيابية ‏ (30 نوفمبر 1933 – 7 يناير 1936) وانتخب وزير العدل ‏ (16 ديسمبر 1933 – 28 أبريل 1934).